# كاميلي دي روكا سيرا
كاميلي دي روكا سيرا هو سياسي فرنسي، ولد في 21 مايو 1954 في بورتو فيكيو في فرنسا. نشط حزبياً في الاتحاد من أجل حركة شعبية.

## مناصب
- انتخب  لترشحه ضمن قائمة بورتو فيكيو، خلال فترته النيابية ‏ (30 مارس 2014 – ).
- انتخب  خلال فترته النيابية ‏.
- انتخب Mayor of Porto-Vecchio ‏ (10 نوفمبر 1997 – 19 ديسمبر 2004).
- انتخب نائب فرنسي عن دائرة Corse-du-Sud's 2nd constituency [الإنجليزية]‏ خلال فترته النيابية (20 يونيو 2012 – 20 يونيو 2017).
- انتخب نائب فرنسي عن دائرة Corse-du-Sud's 2nd constituency [الإنجليزية]‏ خلال فترته النيابية [الإنجليزية]‏ (20 يونيو 2007 – 19 يونيو 2012).
- انتخب نائب فرنسي عن دائرة Corse-du-Sud's 2nd constituency [الإنجليزية]‏ خلال فترته النيابية  [لغات أخرى]‏ (19 يونيو 2002 – 19 يونيو 2007).